# Juanacatlán (métro de Mexico)
Cet article concerne une station du métro de Mexico. Pour la municipalité du Jalisco, voir Juanacatlán.
Juanacatlán est une station de la ligne 1 du métro de Mexico. La station est située à l'ouest de Mexico, dans la délégation délégation Miguel Hidalgo.

## La station
La station est ouverte en 1970.
Son nom vient de celui de la rue presque en face (l'actuelle rue Alfonso Reyes) qui s'appelait alors Juanacatlán du nom de la ville du Jalisco qui vient lui-même du mot nahuatl Xonacatlán signifiant « lieu d'oignons » ou selon d'autres versions « lieu de papillons », c'est pourquoi le logo de la station représente un papillon.
Le bâtiment au-dessus de la station abrite les bureaux du Syndicat des travailleurs du métro. Les fenêtres de ces bureaux représentent l'avant d'une rame de métro. La station s'étend sous l'avenue Pedro Antonio de los Santos.
Juanacatlán sert de terminus à la ligne 1 d'avril 1970 à novembre de la même année, avant que la ligne soit prolongée à Tacubaya.